# Mónica Bello
Mónica Bello Bugallo (Santiago de Compostela, 1973) es una curadora e historiadora del arte española.

## Biografía
Licenciada en Historia del Arte por la Universidad de Santiago de Compostela (USC), su actividad investigadora se centra en la relación entre arte, ciencia y tecnología, así como la manera en que los artistas impulsan nuevas conversaciones en torno a los fenómenos emergentes de nuestra sociedad y de nuestra cultura, como el papel de la ciencia y el nuevo conocimiento en la percepción de la realidad.
En 2004 comisarió la primera muestra de Bioarte titulada Organismos y que visitó La Casa Encendida (Madrid) y el Espai Cultural Caja Madrid en Barcelona. Desde 2005, y junto con Ulla Taipale, comisarió Días de Bioarte, en el Centro de Arte Santa Mónica de Barcelona, así como el desarrollo de los proyectos NEURÓTICA y Res-Qualia de investigación en arte/ciencia. En 2007 puso en marcha y dirigió el Departamento de Educación de LABoral Centro de Arte y Creación Industrial (Gijón) hasta 2010. Después ocupó el cargo de directora artística de los Premios VIDA (2010-2015) en la Fundación Telefónica (Madrid), un galardón pionero que fomentó las expresiones transculturales alrededor de la idea de la vida y del que se celebraron dieciséis ediciones. Actualmente (2019) dirige Arts at CERN dentro del Centro Europeo para la Investigación Nuclear (CERN) de Ginebra, donde se ocupa de las residencias artísticas orientadas a la investigación y de las nuevas comisiones de arte, que reflexionan sobre las conversaciones y la interacción entre artistas y físicos de partículas.